# Liste der Flüsse auf Kuba
Dies ist eine Liste von Flüssen auf der Karibikinsel Kuba. Sie sind von Westen nach Osten und nach Küstenmündung geordnet. Nebenflüsse sind eingerückt dargestellt. 

## Nordküste
- Mantua
- Almendares
- Yumurí
- Canímar
- Río de la Palma
- Sagua la Grande
- Sagua la Chica
- Jatibonico del Norte
- Caonao
- Máximo
- Saramaguacán
- Río Toa

## Südküste
- Cuyaguateje
- Guamá
- San Diego
- Río Mayabeque
- Hanabana
- Damují
- Agabama
- Zaza
- Jatibonico del Sur
- Jiquí
- San Pedro
- Najasa
- Tana
- Jobabo
- Río Cauto
  - Salado
  - Bayamo
  - Contramaestre
- Buey
- Guantánamo
- Jaibo
- Guaso